# 尼亞灣 (華盛頓州)
尼亞灣（英文：Neah Bay），是美国华盛顿州克拉勒姆县下属的一個普查规定居民点，馬卡印第安保留地內。2000年美國人口普查時人口為794人。此地正對著不列顛哥倫比亞的美加邊境。

## 外部連結
- 尼亞灣大比目魚漁場 （页面存档备份，存于）
- 華盛頓大學圖書館數位收藏－太平洋西北地區奧林匹克半島社區博物館 （页面存档备份，存于）
  - 馬卡族文化暨研究中心線上博物館展 （页面存档备份，存于）馬卡族歷史及文化